# Драматично-куклен театър „Константин Величков“
Драматично-куклен театър „Константин Величков“ е театър в Пазарджик.

## История
През 1870 г. в читалище „Виделина“ се осъществява първото представление „Многострадална Геновева“. Инициатори са Петър Бонев, Кочо Честименски и Константин Величков. След това Константин Величков поставеня пиесите „Иванку, убиецът на Асеня“ от Васил Друмев и „Разбойници“ от Фридрих Шилер. През 1892 е закупен павилион от Първото българско земеделско промишлено изложение в Пловдив, а от следващата 1893 г. представленията се играят в него. В 1904 г. е построена новата сграда на читалище „Виделина“.
От 1922 г. градската управа отпуска субсииди за театрални представления и за заплати на ръководителите. В периода 1930 – 1937 г. на сцената на театъра играят Кръстьо Сарафов, Владимир Трандафилов, Елена Снежина, Теодорина Стойчева. Ръководители на трупата са Любомир Паспалев, Живко Оджаков, Стефан Киров и Крюгер Николов. От 1942 до 1945 г. театърът е закрит.
В периода 1948 – 1958 г. е драматичен театър, а между 1959 и 1963 г. е драматично-музикален. От 1963 г. е Държавен народен театър към Министерство на просветата и културата. През 1964 г. е закрит, а през 1969 г. е отново възстановен като Държавен драматичен театър. Новата сграда на театъра е открита през 1969 г. Тя е дело на арх. Ст. Хаджистоянов. Директор на театралната трупа е Васил Спасов. На сцената на театъра играят Катя Паскалева, Северина Тенева, Адриана Палюшева, Стефан Германов. Режисьори са Крикор Азарян, с постановките „Албена“, „Януари“ и др. и Леон Даниел, с постановките „Одисей пътува за Итака“, „Господин Пунтила и неговият слуга Мати“, „Пейка“ и др. Директор е Георги Делев.
През 1997 г. сградата на театъра е опожарена. В периода 1998 – 2012 г. директор е Владлен Александров. През 1999 г. към театъра е присъединен Държавният куклен театър „Светулка“ и се обособява като Държавен куклено-драматичен театър. От 2000 до 2011 г. е домакин на Международния фестивал „Есенни театрални срещи“. Между 2013 и 2018 г. директор е Александър Жеков. От 28 август 2018 г. директор на театъра е Григор Антонов.